# San Ignacio de Rivera
San Ignacio de Rivera es una localidad del estado mexicano de Guanajuato. Es parte del municipio de Irapuato.

## Toponimia
El nombre «San Ignacio» hace referencia al santo patrono de la localidad: Ignacio de Loyola.

## Demografía
| Gráfica de evolución demográfica |
|                                  |

| Censo | Población |
| ----- | --------- |
| 1900  | 193       |
| 1910  | 143       |
| 1921  | 108       |
| 1930  | 170       |
| 1940  | 212       |
| 1950  | 106       |
| 1960  | 121       |
| 1970  | 134       |
| 1980  | 201       |
| 1990  | 686       |
| 2000  | 761       |
| 2010  | 1 012     |
| 2020  | 1 138     |